# 益古演段

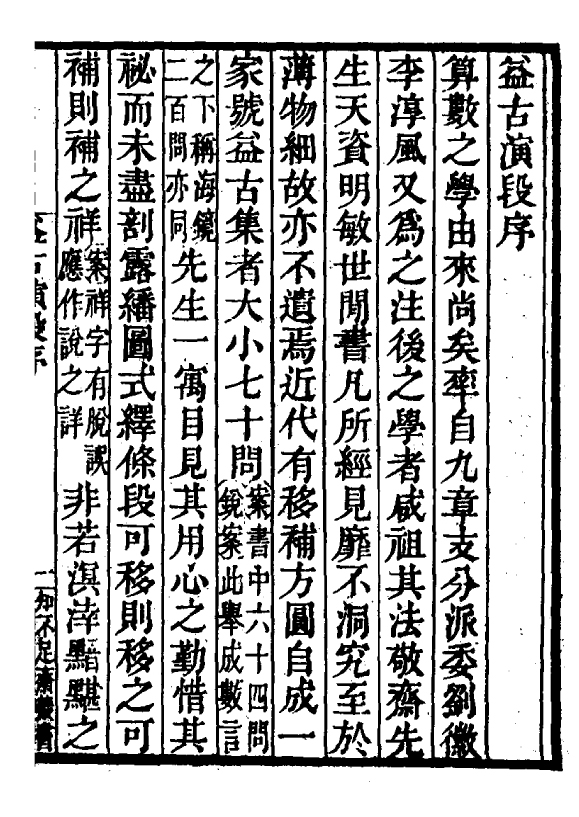
四库全书知不足斋丛书《益古演段》书影

《益古演段》是李冶的一部数学著作。“益古”指蒋周的《益古集》，“演段”指蒋周的算书《益古集》中的条段法。基本上都是已知平面图形的面积，求圆的半径、正方形的边长和周长等等。书中先用天元术建立方程（多数是二次方程），再用条段法旁证。
题目的格式，分四部分：“法曰”、“条段图”、“依条段求之”、“义曰”、和“旧术曰”。
- 法即天元法，
- 条段图和条段法是蒋周《益古集》的方法，
- 义就是文字说明，
- 旧术是《益古籍》中的方法，
- 依条段求之指用条段法证明天元术。

四库全书所收知不足斋丛书《益古演段》三卷，一共64问。

## 卷上
卷上  第一问至第二十二问，全是关于正方形和圆形的问题。
例子：第八问：今有方田一段，内有园池水占之。外有地一十三亩七分半。只云内外方圆周共相和，得三百步。问方圆周各多少？
答曰：外方周二百四十步，内圆周六十步。
法曰：立天元一为圆径，以三之为圆周，以减共步，得
 太

为方周，以自增乘，得
  太
   （天元：相当于未知数 x）

十六段方田积于头，再立天元圆径以自之又十二之，得
  太

为十六个圆池积以减头位得
 太

为十六段如积，寄左然后列真积一十三亩七分半，以亩法通之得五万二千八百步，与左相消得
开平方为圆池径，又三之为圆池周。

## 卷中
第二十三问至第四十二问，共20 问，解长方形和圆形的问题。
例题：第三十六问
今有圆田一段，中有直池水占之，外计地六千步。只云从内池四角斜至四楞各一十七步半。其内池长阔共相和得八十五步。问三事各多少？
答曰外田径一百步，池长六十步，阔二十五步。
法曰 （天元术）：立天元一位内池斜角，加二倍池角到圆池的距离为圆的直径
圆直径：
 太 （常数项）
  （天元：相当于未知数 x）
圆直径=  x+35

将近似圆周率 3  乘圆直径的平方 得圆面积的四倍=  {\displaystyle 3(x+35)^{2}}= 3 {\displaystyle (x^{2}+70x+1225)}= {\displaystyle 3x^{2}+210x+3675}
四段圆面积：
    太（常数项）
    元（x）
                   （{\displaystyle x^{2}}项）
四段圆面积减去四倍土地面积得池面积的四倍={\displaystyle 3x^{2}+210x+3675}- 4 x 6000 ={\displaystyle 3x^{2}+210x-20325}
四段池积：
 太
    元（x）
                   （{\displaystyle x^{2}}项）
池长阔之和 85的平方
  （7225）
等于 四段池面积加 一段较（水池长与阔之差）幂（平方）
又二段池面积 加一段较幂 等于 长的平方加阔的平方  等于
水池对角线幂（对角线长度的平方）：
  太
  元  （x）
    （{\displaystyle x^{2}}）
（四池积 +  较幂） -(二池积+  较幂) = 二池积 = 7225-{\displaystyle x^{2}}
  （7225）

二段池积 乘二  = 四段池积:
与上四段池积：
 太
    元（x）
                   （{\displaystyle x^{2}}项）
合并得一元二次方程式  {\displaystyle 5x^{2}+210x-34775}:
  太
  元

解之得池对角线长度为65步
圆直径= 65 + 2 * 17.5 = 65+35=100
较  = 长 - 阔 =35步
长 +阔 =85
由此 池长=60 步 池阔 =25 步

## 卷下
第四十三问至第六十四问，共22 问，是关于比较复杂的图形。
第五十四问：今有方田一段，内有直池结角占之；外计地一千一百五十步只云从田角至水两边各一十四步，一十九步；问三事各多少？
答曰：方四十五步，池长三十五步，阔二十五步。

法曰：设天元一为池阔：x

  元
池阔加田角到池边距离的2倍 （38步）等于 方田对角线的长度：x+38

  元
取平方得展田（以方田对角线为边的正方形）面积          {\displaystyle x^{2}+76x+1444}

  元

又池长-池阔 =  2 (19-14)  = 10
池长 =  池阔 +10：x+10
  太

池面积  =  池阔 乘 池长：x(x+10) ={\displaystyle x^{2}+10x}
 太

池面积 乘  1.96 ( {\displaystyle {\sqrt {(}}2)=1.4} 的平方 =1.96)  得    {\displaystyle 1.96x^{2}+19.6x}
 太
 
展田面积 - 池面积 乘  1.96得地积乘1.96：
{\displaystyle x^{2}+76x+1444} - {\displaystyle 1.96x^{2}+19.6x=}：{\displaystyle -0.96x^{2}+56.4x+1444}

 元

占地  乘  1.96  =1150 *  1.96  =2254={\displaystyle -0.96x^{2}+56.4x+1444}
由此得  ={\displaystyle -0.96x^{2}+56.4x-810}：

 元

解方程得 池阔 25步
由此得 池长 =池阔 +10  =35步
放田边长 =45 步

李冶在出版《测圆海镜》之后，撰写《益古演段》，将抽象的代数方法（天元术）和直观性强的几何方法（条段法）相结合来阐述问题，图文并茂，便于学习天元术，使此书成为当时受人们欢迎的数学教材。蒋周的《益古集》已失传，《益古演段》成为保留最详尽的条段法资料的文献。
1902年英国伦敦会传教士伟烈亚力在1902年上海出版的《中国典籍扎记》简略地介绍了《益古演段》.
1913年法国赫师慎（van Hée）将《益古演段》64问翻译成法文，发表在通报上。
1984年新加坡大学蓝丽蓉和马来西亚的洪天赐发表英文论文题为《李冶及其益古演段》。

### 引用
1. ↑  Alexander Wylie, Notes on Chinese Literature, p117; 1902, Shanghai
2. ↑  van Hée Li Yeh, Mathématicien Chinois du XIIIe siècle, TP,1913,14,537